# Presidents del Sevilla FC
El president del Sevilla Fútbol Club és el màxim dirigent del club. El Sevilla FC ha tingut 29 presidents al llarg de la seva història, dels quals 5 han estat presidents per alguna circumstància excepcional o com a president temporal durant períodes electorals. En 1992, després de l'entrada en vigor de la llei de Societats Anònimes Esportives (SAD), el Sevilla va passar a convertir-se en una Societat Anònima Esportiva i, per tant, es va modificar el sistema d'elecció de president, passant de ser escollit pels socis del club a ser triat en funció del capital que posseeixin els accionistes de la societat.
Des del 9 de desembre de 2013 el president del Sevilla FC és José Castro Carmona.

## Presidència actual
- President: José Castro Carmona.
- Vicepresident Primer: José Castro Carmona (Responsable de Seguretat, Instal·lacions, desplaçament de l'equip i relacions externes).
- Vicepresident Segon: Juan Silverio de la Chica Viso (Àrea econòmica).
- Directius: José María Cruz Andrés (Director General), Manuel Vizcaíno Fernández (Director de Marketing), Luís Carrión Amate (Àrea jurídica), Antonio Lappi Perea (Àrea econòmica), Pedro Ellauri Sánchez, Miguel Villaplana Serrano, Luís Cuervas del Real, Manuel Fernando Rodríguez, Ramón Somalo Infante (Àrea de penyes), Manuel Soto Díaz, Piedad Parejo Merino, Santiago Balbontín Gutiérrez.
- Secretari del Consell: Javier Moya García.
- Vicesecretari del Consell: José María del Nido Carrasco.

## Presidents del club
- Des de 1890 : Edward Farquharson Johnston
- 14/10/1905 a 25/10/1908: José Luis Gallegos Arnosa
- 25/10/1909 a 18/12/1912: Carlos García Martínez
- 18/12/1912 a 27/06/1914: Josep Maria Miró i Trepat
- 27/06/1914 a 23/06/1920: Francisco Javier Alba y Alarcón
- 23/06/1920 a 15/06/1921: Enrique Balbontín de Orta
- 15/06/1921 a 13/05/1922: Jordi Graells Miró
- 13/05/1922 a 16/05/1923: Carlos Piñar y Pickman
- 16/05/1923 a 14/06/1925: Manuel Blasco Garzón
- 14/06/1925 a 16/02/1932: Juan Domínguez Osborne
- 16/02/1932 a 05/12/1941: Ramón Sánchez Pizjuán y Muñoz (1a etapa)
- 05/12/1941 a 07/09/1942: Antonio Sánchez Ramos
- 07/09/1942 a 05/05/1948: Jerónimo Domínguez y Pérez de Vargas
- 05/05/1948 a 28/10/1956: Ramón Sánchez Pizjuán y Muñoz (2a etapa)
- 28/10/1956 a 19/07/1957: Francisco Graciani Brazal *
- 19/07/1957 a 19/08/1961: Ramón de Carranza Gómez de Pablo
- 19/08/1961 a 23/07/1963: Guillermo Moreno Ortega
- 23/07/1963 a 04/05/1966: Juan López Sánchez
- 04/05/1966 a 21/06/1966: Antonio García Carranza *
- 21/06/1966 a 22/08/1968: Manuel Zafra Poyato
- 22/08/1968 a 11/12/1972: José Ramón Cisneros Palacios
- 11/12/1972 a 07/02/1984: Eugenio Montes Cabeza
- 07/02/1984 a 23/04/1984: Rafael Carrión Moreno*
- 23/04/1984 a 07/05/1984: Juan Silverio de la Chica Viso *
- 07/05/1984 a 02/06/1984: Francisco Ramos Herrero *
- 02/06/1984 a 14/10/1986: Gabriel Rojas Fernández
- 29/06/1986 a 19/09/1990: Luis Cuervas Vilches
- 19/09/1990 a 29/10/1990: José María Cruz Rodríguez *
- 29/10/1990 a 05/08/1995: Luis Cuervas Vilches
- 05/08/1995 a 10/10/1995: José María del Nido Benavente*
- 10/10/1995 a 14/02/1996: Francisco Escobar Gallego
- 14/02/1996 a 15/05/1997: José María González de Caldas
- 15/05/1997 a 10/02/2000: Rafael Carrión Moreno
- 10/02/2000 a 27/05/2003: Roberto Alés García
- 27/05/2003 a 09/12/2013 : José María del Nido Benavente
- 09/12/2013 a (en el càrrec) : José Castro Carmona

* Presidents temporals per període electoral o per alguna altra circumstància excepcional

## Rècords dels presidents
- Ramón Sánchez Pizjuán i Muñoz és el president que més temps ha romàs al capdavant de l'entitat sevillista (durant 17 anys, en dues etapes).
- Francisco Escobar Gallego ha estat el president que, no accedint al càrrec per alguna circumstància excepcional, menys temps ha romàs al comandament del club (4 mesos i 4 dies).
- Jerónimo Domínguez y Pérez de Vargas és el president amb el qual es va aconseguir el títol de Lliga.
- José María del Nido Benavente ha estat el primer president en la història a aconseguir un títol europeu.
- José María del Nido Benavente és el president que major nombre de títols ha aconseguit (2 Copes de la UEFA, 1 Supercopa d'Europa, 2 Copes del Rei i 1 Supercopa d'Espanya).